# Amblyseius changbaiensis
Amblyseius changbaiensis är en spindeldjursart som beskrevs av Wu 1987. Amblyseius changbaiensis ingår i släktet Amblyseius och familjen Phytoseiidae. Inga underarter finns listade i Catalogue of Life.